# Ouzbékistan aux Jeux olympiques d'hiver de 1998
L'Ouzbékistan participe pour la seconde fois aux Jeux olympiques d'hiver en tant que nation indépendante. Sa délégation comprenant quatre athlètes (deux hommes et deux femmes) couvre les épreuves de ski alpin, de patinage artistique et de ski acrobatique. Contrairement à la dernière édition, où elle s'était illustrée en remportant une médaille d'or en ski acrobatique féminin, la jeune nation n'a pas réitéré ce résultat et repart de Nagano sans médaille.

## Athlètes engagés

### Ski alpin
Komil Urunbayev est le seul athlète représentant le ski alpin ouzbek mais également le porte-drapeau de son pays. Il finit 28e à l'issue des deux manches. 

#### Hommes
| Nom             | Épreuve    | Manche 1      | Manche 2      | Résultat      | Place |
| --------------- | ---------- | ------------- | ------------- | ------------- | ----- |
| Komil Urunbayev | Slalom (m) | 1 min 09 s 55 | 1 min 09 s 30 | 2 min 18 s 85 | 28e   |

### Patinage artistique
L'Ouzbékistan engage deux athlètes (Roman Skorniakov et Tatyana Malinina) au concours de patinage artistique. Malgré de bons résultats pour le concours féminin (la patineuse ouzbek finit 8e), aucune médaille n'est remportée.

#### Hommes
| Athlètes         | Programme court | Programme libre | Total | Rang |
| ---------------- | --------------- | --------------- | ----- | ---- |
| Roman Skorniakov | 20              | 19              | 29,0  | 19e  |

#### Femmes
| Athlètes         | Programme court | Programme libre | Total | Rang |
| ---------------- | --------------- | --------------- | ----- | ---- |
| Tatiana Malinina | 9               | 8               | 12,5  | 8e   |

### Ski acrobatique
Une seule skieuse acrobatique ouzbek est présente à Nagano. Celle-ci, après avoir fini 13e des phases qualificatives, ne prend pas part à la finale.

#### Femmes
| Nom             | Discipline       | Qualifications | Qualifications | Finale                 | Finale                 |
| Nom             | Discipline       | Points         | Rang           | Points                 | Rang                   |
| --------------- | ---------------- | -------------- | -------------- | ---------------------- | ---------------------- |
| Lina Cheryazova | Saut acrobatique | 154,02         | 13             | Ne s'est pas présentée | Ne s'est pas présentée |